# Olena Stezkiw
Olena Andrijiwna Stezkiw (ukrainisch Олена Андріївна Стецків, * 15. Juni 1994 in Lwiw) ist eine ukrainische Rennrodlerin. Sie ist dreifache Olympiateilnehmerin und startet für Kolos Lwiw.
Stezkiw hat ein abgeschlossenes Sportstudium an der Staatlichen Universität für Körperkultur Lwiw und arbeitet als Sportlehrerin.

## Juniorin
Stezkiw nahm bei den Juniorenweltmeisterschaften 2010 in Igls erstmals an einer internationalen Meisterschaft teil und belegte den 49. Platz unter 50, zumeist deutlich älteren, Starterinnen. Nur ein Jahr später wurde sie in Oberhof schon 29., 2012 am Königssee 27. Bei den Junioreneuropameisterschaften 2012 in Winterberg wurde sie sogar Elfte, und an der Seite von Anton Dukatsch und dem Doppel Ivan Vynnytskyy und Oleg Fitel im Staffelrennen Fünfte. Bei den erstmals ausgetragenen Olympischen Jugend-Winterspielen in Innsbruck wurde Stezkiw Neunte und ließ dabei Starterinnen wie Raychel Germaine und Wiktorija Demtschenko hinter sich. Mit Dukatsch sowie Volodymyr Buryi und Anatoliy Lehedza wurde sie zudem Staffel-Siebte.
Die Saison 2012/13 brachte für Stezkiw verschiedentlich gute Resultate im Juniorinnen-Weltcup, so einen zehnten Rang in Calgary und Rang 13 in Winterberg. Die Juniorenweltmeisterschaften 2013 in Park City beendete sie als 21., die EM 2013 in Oberhof als 17., mit Dukatsch und Volodymyr Buryi sowie Anatoliy Lehedza als Staffel-Sechste. 2014 nahm Stezkiw zum letzten Mal an Juniorenweltmeisterschaften teil und belegte in Igls den 13. Platz.

## Leistungsbereich
Zum Auftakt der Saison 2012/13 gab Stezkiw ihr Debüt im Weltcup. In Igls trat sie im Nationencup-Rennen an, verpasste aber die Qualifikation zum Weltcuprennen deutlich. Seit der Saison 2013/14 tritt sie regelmäßig im Weltcup an, schaffte es aber nicht sich in der Saison für ein Weltcup-Rennen zu qualifizieren. Einzig in Park City konnte sie an der Seite von Andrij Kis, Oleksandr Obolontschyk und Roman Sacharkiw im Staffelrennen im Weltcup antreten und wurde 12. Es folgte der erste große Karrierehöhepunkt. Bei den Olympischen Winterspielen 2014 von Sotschi war sie neben Olena Schchumowa eine der beiden ukrainischen Starterinnen. Unter den 31 Starterinnen belegte sie am Ende den 26. Platz, nachdem sie in den Läufen eins und drei die jeweils 28., in den Läufen zwei und vier die jeweils 26. Zeit gefahren war.

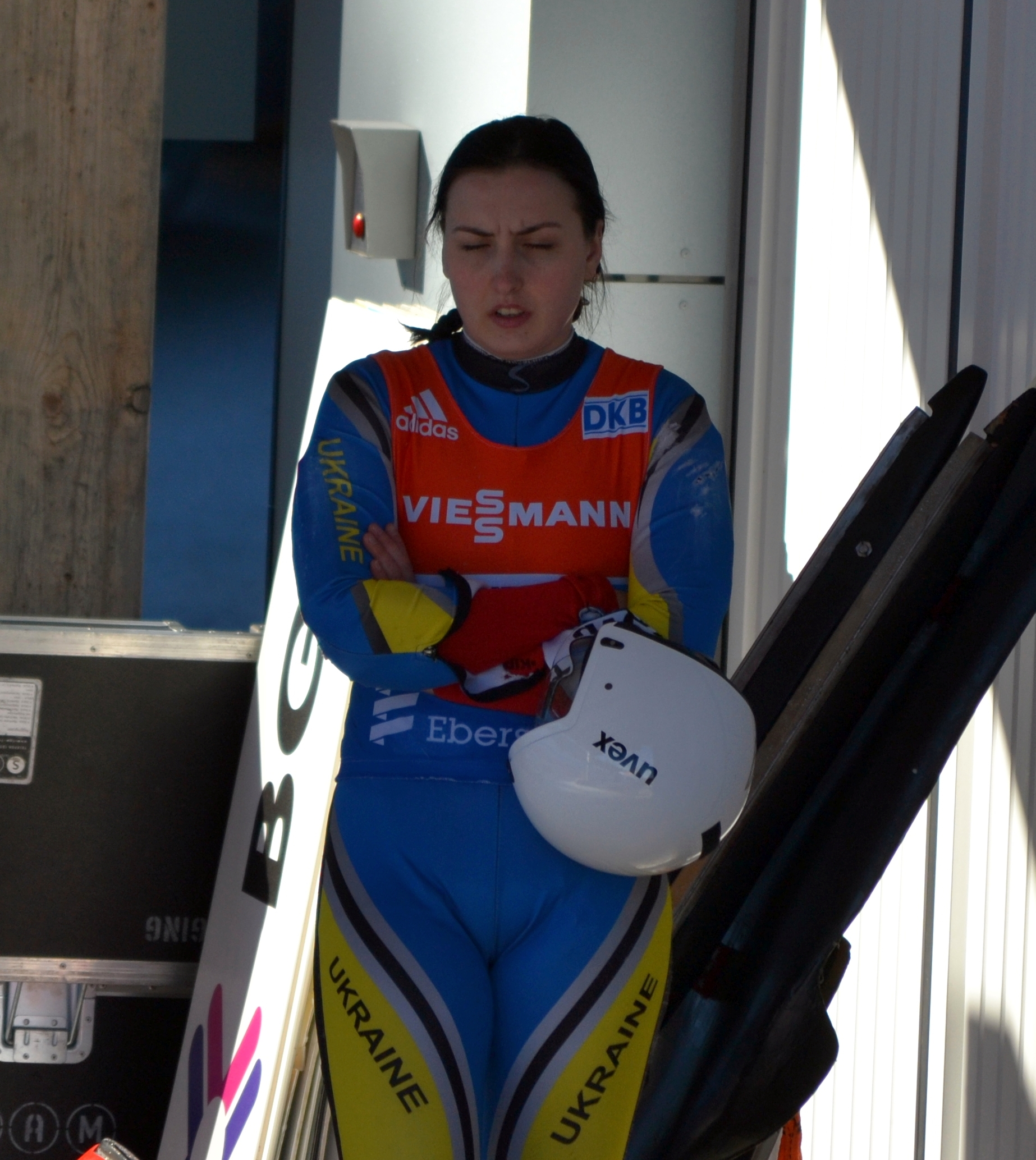
Stezkiw während eines Trainings zum Weltcup 2015 in Altenberg

2014/15 verpasste Stezkiw zunächst weiterhin die Qualifikation für das erste Weltcup-Rennen. Erst nach den Weltmeisterschaften 2015 in Sigulda, wo sie 25. und mit Andrij Mandsij sowie Obolonchyk und Zakharkiv Staffel-Zehnte wurde, konnte Stezkiw sich in Altenberg erstmals für ein Weltcup-Rennen qualifizieren und wurde 22. In Sotschi fuhr sie gar auf den 17. Rang, im Rahmen der dort gleichzeitig durchgeführten Europameisterschaft 16. und Fünfte im Staffelrennen in der WM-Besetzung. 2015/16 verlief die Saison ähnlich, bei den traditionell weniger gut besetzten Überseerennen in Lake Placid und Park City schaffte sie die Qualifikation für den Weltcup und wurde 20. und 22. Bei der WM 2016 am Königssee konnte sie sich als 33. platzieren.

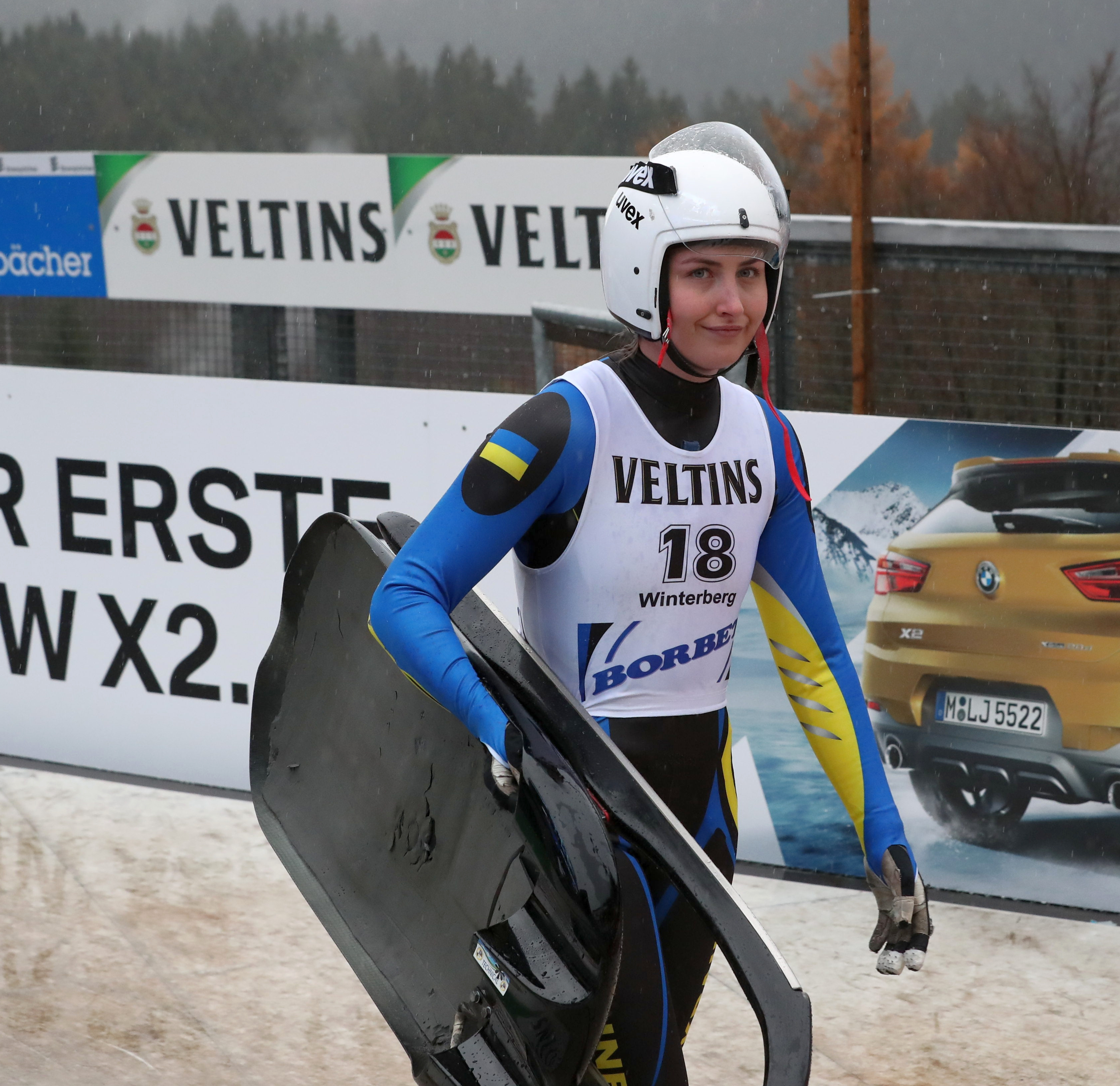
Stezkiw beim Nationencuprennen im November 2017 in Winterberg

2016/17 konnte sich Stezkiw schon bei vier Weltcup-Stationen für das Hauptrennen qualifizieren. Bestes Resultat war ein 15. Rang in Sigulda, der traditionellen Heimbahn der Ukrainer. Zudem wurde sie bei den Weltmeisterschaften in Igls 35., im Rahmen der U23-Wertung 17. Bei den Rennen in Königssee, die auch als Europameisterschaften fungierten, war sie 17. und Achte im Staffelrennen. In der Saison 2017/18 konnte sich Stezkiw in keinem der Nationencups für den Weltcup qualifizieren. Nachdem sie bei den Europameisterschaften in Sigulda 16. und Staffel-Achte wurde, folgte in Pyeongchang die zweite Teilnahme an Olympischen Spielen, erneut an der Seite von Olena Schchumowa. Auf der Bahn des Olympic Sliding Centre wurde sie im Rennen der Frauen 28. und damit Letzte aller platzierten Starterinnen. Die schwache Platzierung hatte sie sich schon im ersten Lauf eingehandelt, als sie aufgrund eines schweren Fehlers die mit Abstand schlechteste Zeit fuhr. Danach konnte sie sich aufgrund des Ausfalles von Birgit Platzer und eines schwachen dritten Laufes von Daria Obratov in jedem Lauf um einen Rang in der Laufbestzeit verbessern, verpasste aber schließlich deutlich den Sprung unter die besten 20 und damit den finalen vierten Lauf.

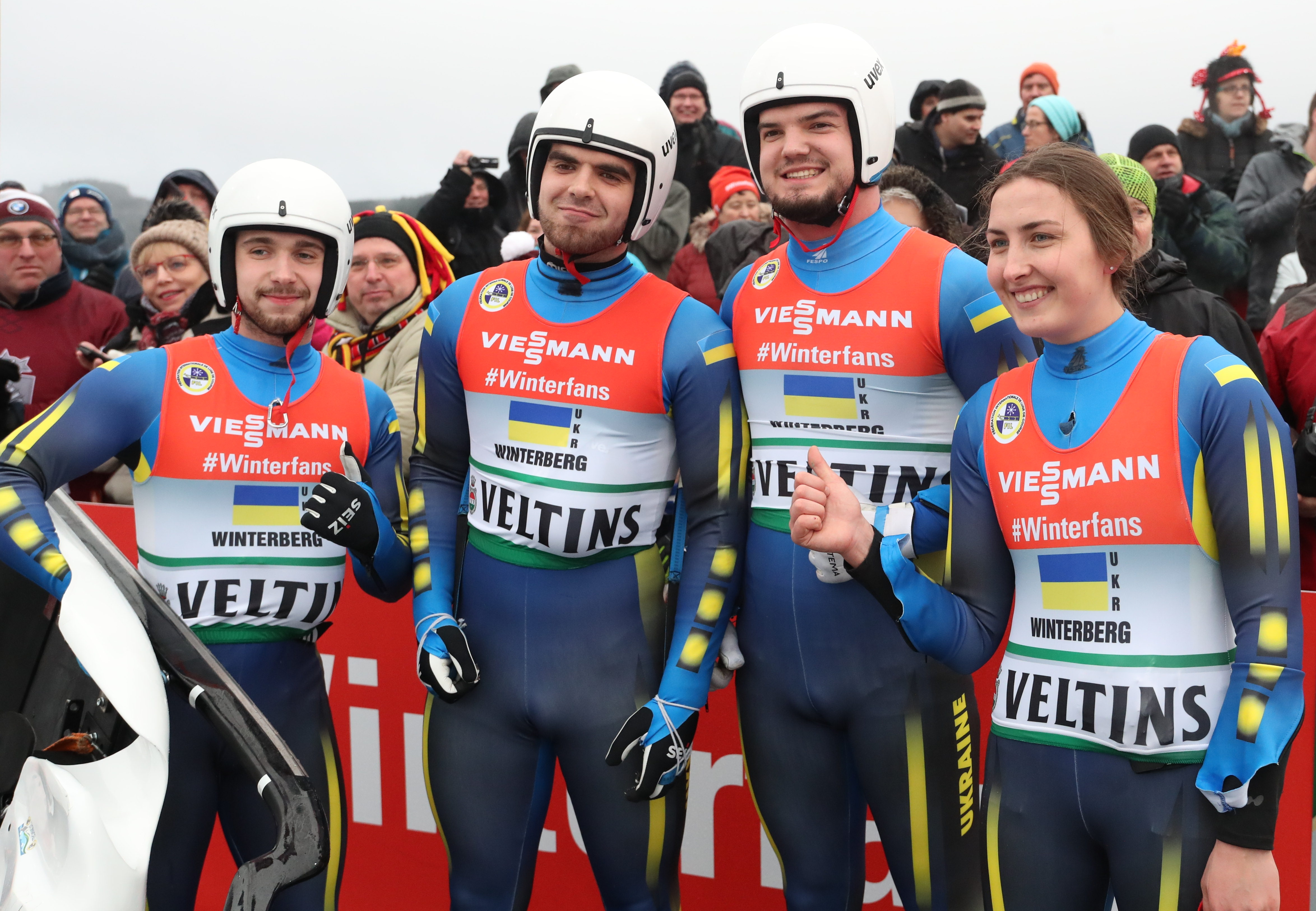
Stezkiw (rechts) mit ihren Staffelkameraden bei den Weltmeisterschaften 2019

Die nacholympische Saison 2018/19 wurde zu Stezkiws bislang bester. Bei sechs der neun Stationen im Weltcup gelang ihr die Qualifikation über den Nationencup für das Hauptrennen. Nachdem sie auf ihrer Heimbahn in Sigulda schon Achte des Nationencups und 18. des Weltcups wurde, konnte sie in Altenberg sogar Siebte des Nationencups und 12. des Weltcuprennens werden, wobei sie Fahrerinnen wie Madeleine Egle, Jekaterina Katnikowa, Summer Britcher, Julia Taubitz und Dajana Eitberger hinter sich lassen konnte. Dazwischen wurde sie in Winterberg bei den Weltmeisterschaften 21. im Einzel und Neunte mit Anton Dukatsch sowie Ihor Stachiw und Andrij Lyssezkyj im Staffelwettbewerb. Zum Saisonfinale in Oberhof belegte Stezkiw bei den Europameisterschaften Platz 19 im Einzel sowie sieben mit der Staffel. Mit 146 Punkten belegte sie den 22. Platz im Gesamtweltcup und wurde mit 242 Punkten zudem Neunte der Gesamtwertung des Nationencups.

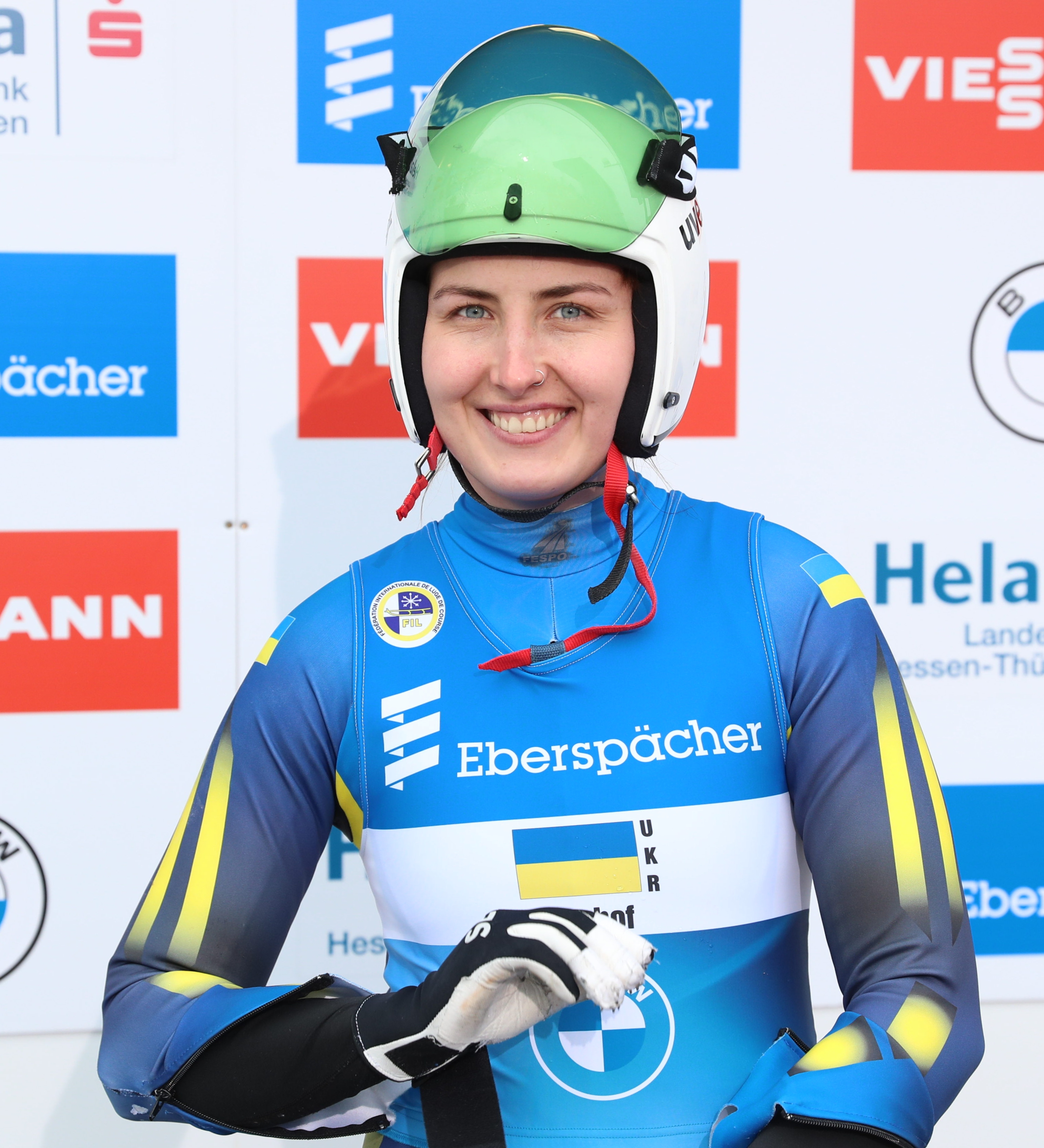
Stezkiw beim Weltcup in Oberhof im Dezember 2020

Die Saison 2019/20 verlief für Stezkiw nur unmerklich schwächer. Erneut gelang ihr für sechs Rennen die Qualifikation für den Weltcup. Bestes Ergebnis wurde ein 19. Rang in Lillehammer, in der Gesamtwertung wurde sie mit 136 Punkten 23. In der Gesamtwertung des Nationencups wurde sie Zehnte. Die Rennen in Lillehammer waren zugleich die Europameisterschaften, in deren Rahmen Stezkiw 15. des Einzels sowie mit Dukatsch, Stachiw und Lyssezkyj Achte mit der Staffel wurde. In der folgenden Saison konnte sie nicht vollständig an die Leistungen der beiden Vorjahre anknüpfen. Für vier Weltcuprennen gelang ihr die Qualifikation, ihr bestes Resultat erreichte sie als 16. in Sigulda. Erneut zeigte sie ihre beste Saisonleistung in dem Weltcuprennen, das zugleich als Europameisterschaft fungierte und wurde in dieser Wertung 15. des Einzels sowie Staffel-Sechste an der Seite von Andrij Mandsij und Stachiw/Lyssezkyj. Die WM 2021 brachte für Stezkiw Platz 25 und Rang sieben mit der Staffel.

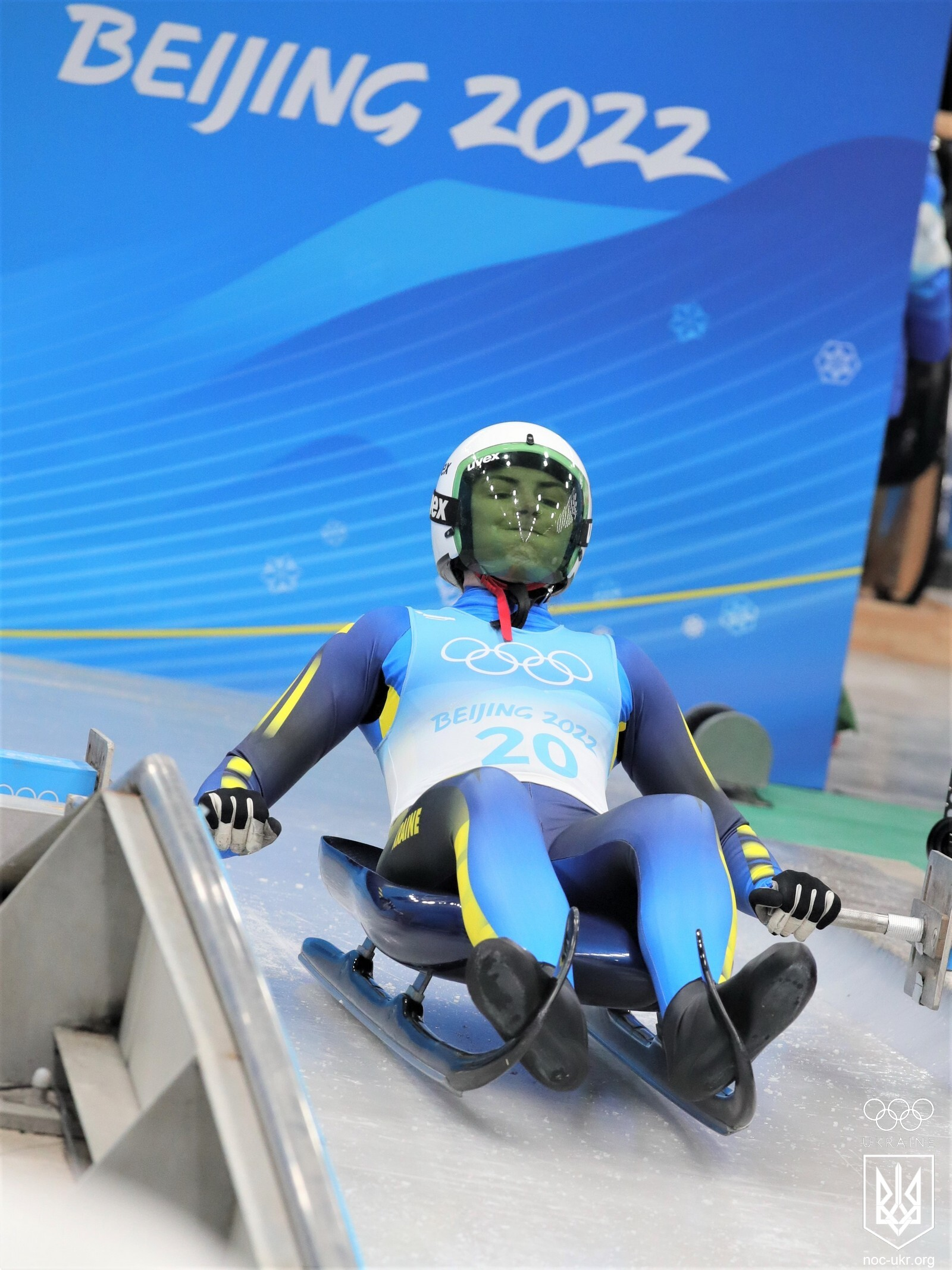
Stezkiw am Start bei den Olympischen Winterspielen 2022

Mit der Saison 2021/22 knüpfte Stezkiw in etwa an die Vorsaison an. Fünfmal gelang die Qualifikation für ein Weltcuprennen, bestes Ergebnis wurde Platz 18 in Oberhof. In der Weltcup-Gesamtwertung belegte sie den 27. Platz. Das letzte Weltcuprennen in St. Moritz war zugleich die Europameisterschaft, hier fuhr sie im Einzel auf Rang 19, mit der Staffel wurde sie Fünfte. Stezkiw konnte sich als beste Ukrainerin der Saison erneut für die Olympischen Winterspiele 2022 von Peking qualifizieren, es waren ihre dritten Olympischen Spiele. Im Einsitzer-Rennen der Frauen begann sie im ersten Rennen mit der 21. Zeit unter den platzierten 34 Starterinnen. Im zweiten Lauf fuhr sie gar die 19. Zeit und war nahe an der Qualifikation zu den 20 Besten, die den finalen vierten Lauf bestreiten durften. Mit einem nicht ganz geglückten dritten Lauf mit der 27. Zeit verpasste sie es knapp hinter ihrer Mannschaftskameradin Julianna Tunyzka liegend, als 22.

## Kriegseinsatz
Gleich nach der Rückkehr aus China meldete sich Stezkiw aufgrund des russischen Überfalls auf die Ukraine freiwillig als Sanitätsunterstützung bei den ukrainischen Streitkräften. Zudem ist sie Mitunterzeichnerin eines Briefes an das IOC und das IPC, in dem ukrainische Spitzensportler einen Ausschluss Russlands und russischer Athleten aus dem internationalen Sportbetrieb fordern.

## Rodel-Statistik

### Ergebnisse bei Meisterschaften
| Jahr | Olympische Spiele | Olympische Spiele | Olympische Spiele | Olympische Spiele | Weltmeisterschaften | Weltmeisterschaften | Weltmeisterschaften | Weltmeisterschaften | Weltmeisterschaften | Weltmeisterschaften | Europameisterschaften | Europameisterschaften | Europameisterschaften | Europameisterschaften | Europameisterschaften |
| Jahr | Olympia           | Olympia           | Jugendspiele      | Jugendspiele      | A-WM                | A-WM                | A-WM                | U23-WM              | Juniorinnen         | Juniorinnen         | A-EM                  | A-EM                  | U23-EM                | Juniorinnen           | Juniorinnen           |
| Jahr | Einzel            | Team              | Einzel            | Team              | Einzel              | Sprint              | Team                | U23-WM              | Einzel              | Team                | Einzel                | Team                  | U23-EM                | Einzel                | Team                  |
| ---- | ----------------- | ----------------- | ----------------- | ----------------- | ------------------- | ------------------- | ------------------- | ------------------- | ------------------- | ------------------- | --------------------- | --------------------- | --------------------- | --------------------- | --------------------- |
| 2010 |                   |                   | 0/                | 0/                | 0/                  | 0/                  | 0/                  | 0/                  | 49.                 |                     |                       |                       | 0/                    | 0/                    | 0/                    |
| 2011 | 0/                | 0/                | 0/                | 0/                |                     |                     |                     |                     | 29.                 |                     |                       |                       | 0/                    |                       | 0/                    |
| 2012 | 0/                | 0/                | 09.               | 07.               |                     |                     |                     |                     | 27.                 |                     |                       |                       | 0/                    | 11.                   | 05.                   |
| 2013 | 0/                | 0/                | 0/                | 0/                |                     |                     |                     |                     | 21.                 |                     |                       |                       | 0/                    | 17.                   | 06.                   |
| 2014 | 26.               |                   | 0/                | 0/                | 0/                  | 0/                  | 0/                  | 0/                  | 13.                 |                     |                       |                       | 0/                    |                       |                       |
| 2015 | 0/                | 0/                | 0/                | 0/                | 25.                 |                     | 10.                 |                     |                     |                     | 16.                   | 05.                   | 0/                    |                       |                       |
| 2016 | 0/                | 0/                |                   |                   | 33.                 |                     | 13.                 |                     |                     |                     |                       |                       | 0/                    |                       |                       |
| 2017 | 0/                | 0/                | 0/                | 0/                | 35.                 |                     |                     | 17.                 |                     |                     | 17.                   | 08.                   | 0/                    |                       |                       |
| 2018 | 28.               |                   | 0/                | 0/                | 0/                  | 0/                  | 0/                  | 0/                  |                     |                     | 16.                   | 07.                   | 0/                    |                       |                       |
| 2019 | 0/                | 0/                | 0/                | 0/                | 21.                 |                     | 09.                 |                     |                     |                     | 19.                   | 07.                   | 0/                    |                       |                       |
| 2020 | 0/                | 0/                |                   |                   |                     |                     |                     |                     |                     |                     | 15.                   | 08.                   |                       |                       |                       |
| 2021 | 0/                | 0/                | 0/                | 0/                | 25.                 | 27.                 | 07.                 |                     |                     |                     | 13.                   | 06.                   |                       |                       |                       |
| 2022 | 22.               |                   | 0/                | 0/                | 0/                  | 0/                  | 0/                  | 0/                  |                     |                     | 19.                   | 05.                   |                       |                       |                       |

### Platzierungen in Gesamtwertungen
| Saison  | Weltcup        | Weltcup        | Weltcup        | Weltcup        | Weltcup       | Weltcup       | Nationencup | Nationencup | Juniorinnen-Weltcup | Juniorinnen-Weltcup | Juniorinnen-Weltcup | Juniorinnen-Weltcup |
| Saison  | Gesamt-Weltcup | Gesamt-Weltcup | Einzel-Weltcup | Einzel-Weltcup | Sprintweltcup | Sprintweltcup | Nationencup | Nationencup | Juniorinnen-Weltcup | Juniorinnen-Weltcup | Juniorinnen-Weltcup | Juniorinnen-Weltcup |
| Saison  | Platz          | Punkte         | Platz          | Punkte         | Platz         | Punkte        | Platz       | Punkte      | Platz               | Punkte              | Platz               | Punkte              |
| ------- | -------------- | -------------- | -------------- | -------------- | ------------- | ------------- | ----------- | ----------- | ------------------- | ------------------- | ------------------- | ------------------- |
| 2012/13 | 54.            | 002            | /              | /              | /             | /             |             |             |                     |                     |                     |                     |
| 2013/14 | 32.            | 084            | /              | /              |               |               |             |             |                     |                     |                     |                     |
| 2014/15 | 27.            | 86             | /              | /              |               |               |             |             |                     |                     |                     |                     |
| 2015/16 | 28.            | 092            | /              | /              |               |               |             |             |                     |                     |                     |                     |
| 2016/17 | 23.            | 134            | /              | /              |               |               |             |             |                     |                     |                     |                     |
| 2017/18 | 34.            | 070            | /              | /              |               |               |             |             |                     |                     |                     |                     |
| 2018/19 | 22.            | 146            | /              | /              |               |               | 09.         | 242         |                     |                     |                     |                     |
| 2019/20 | 23.            | 136            | /              | /              |               |               | 10.         |             |                     |                     |                     |                     |
| 2020/21 | 29.            | 127            | /              | /              |               |               |             |             |                     |                     |                     |                     |
| 2021/22 | 27.            | 126            |                |                |               |               |             |             |                     |                     |                     |                     |